# Тесла (лунный кратер)
Кратер Тесла (лат. Tesla) — крупный древний ударный кратер в северном полушарии обратной стороны Луны. Название присвоено в честь сербского изобретателя в области электротехники и радиотехники Николы Теслы (1856—1943) и утверждено Международным астрономическим союзом в 1970 г. Образование кратера относится к нектарскому периоду.

## Описание кратера

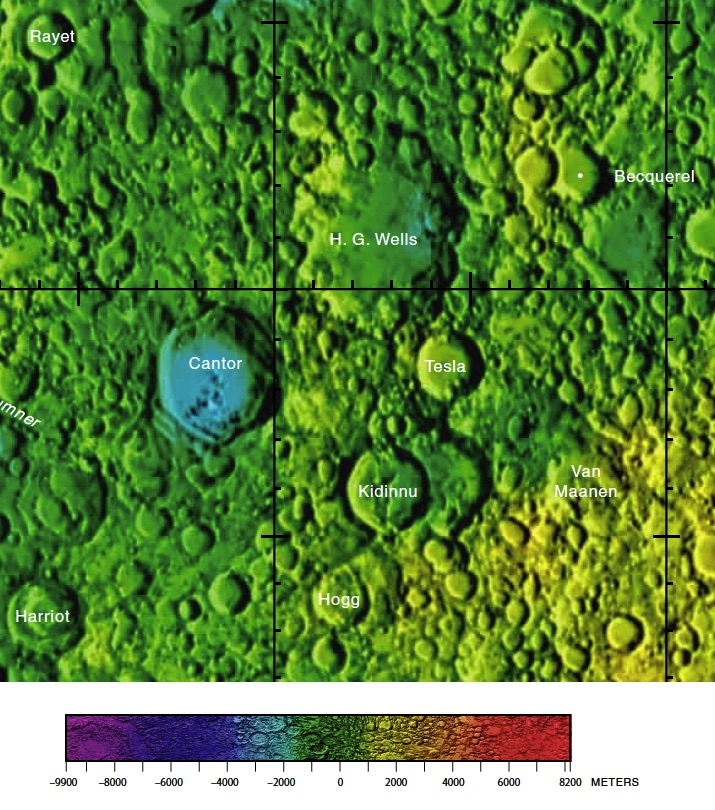
Окрестности кратера Тесла. Фрагмент карты обратной стороны Луны.

Ближайшими соседями кратера Тесла являются кратер Кантор на западе; кратер Уэллс на северо-западе; кратер Беккерель на северо-востоке; кратер Ван Маанен на юго-востоке и кратер Кидинну на юге-юго-западе. 

Селенографические координаты центра кратера 38°22′ с. ш. 124°44′ в. д. / 38,36° с. ш. 124,73° в. д., диаметр 41,2 км, глубина 2,2 км.
Кратер Тесла имеет полигональную форму и умеренно разрушен. Вал сглажен, но сохранил достаточно четкие очертания. Внутренний склон неравномерный по ширине, восточная часть значительно шире, южная часть склона отмечена парой маленьких кратеров. Дно чаши сравнительно ровное, без приметных структур.

## Сателлитные кратеры

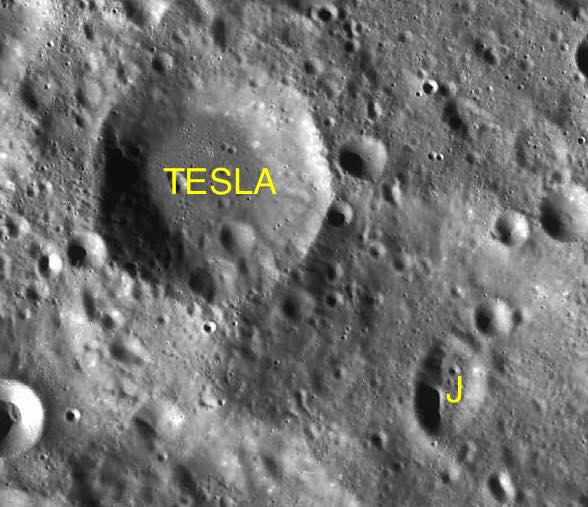
Фрагмент карты LAC-30.

| Тесла | Координаты                                              | Диаметр, км |
| ----- | ------------------------------------------------------- | ----------- |
| J     | 37°07′ с. ш. 126°20′ в. д. / 37,11° с. ш. 126,34° в. д. | 17,8        |